# Lonchophylla robusta
Lonchophylla robusta (Miller, 1912) è un pipistrello della famiglia dei Fillostomidi diffuso in America centrale e meridionale.

## Descrizione

### Dimensioni
Pipistrello di piccole dimensioni, con la lunghezza della testa e del corpo tra 56 e 75 mm, la lunghezza dell'avambraccio tra 40 e 45 mm, la lunghezza della coda tra 6 e 11 mm, la lunghezza del piede tra 11 e 14 mm, la lunghezza delle orecchie tra 14 e 19 mm e un peso fino a 18,5 g.

### Aspetto
La pelliccia è corta. Le parti dorsali sono arancioni con la base dei peli bianca, mentre le parti ventrali sono giallo-brunastre. Il muso è lungo, con il labbro inferiore attraversato da un profondo solco longitudinale contornato da due cuscinetti carnosi e che si estende ben oltre quello superiore. La foglia nasale è lanceolata, ben sviluppata e con la porzione anteriore saldata al labbro superiore. Le orecchie sono corte, triangolari con l'estremità arrotondata e ben separate tra loro. Le ali sono attaccate posteriormente sulle caviglie. La coda è corta e fuoriesce con l'estremità dalla superficie dorsale dell'uropatagio. Il calcar è più corto del piede.

## Biologia

### Comportamento
Si rifugia in piccoli gruppi nelle grotte e strutture simili.

### Alimentazione
Si nutre di insetti e talvolta nettare, polline e piccoli frutti.

### Riproduzione
Femmine gravide sono state catturate tra marzo ed aprile.

## Distribuzione e habitat
Questa specie è diffusa nel Nicaragua settentrionale e meridionale, Costa Rica, Panama, Colombia settentrionale, occidentale e centrale, Venezuela nord-occidentale, Ecuador e Perù settentrionale.
Vive foreste pluviali sempreverdi, giardini e piantagioni fino a 1.000 metri di altitudine.

## Conservazione
La IUCN Red List, considerato il vasto areale e la popolazione presumibilmente numerosa, classifica L.robusta come specie a rischio minimo (Least Concern)).